# Kojusaari (ö, lat 66,78, long 25,30)
Kojusaari är en ö i Finland. Den ligger i sjön Kontojärvi och i kommunen Rovaniemi i den ekonomiska regionen  Rovaniemi ekonomiska region  och landskapet Lappland, i den norra delen av landet, 700 km norr om huvudstaden Helsingfors. Öns area är 0,9 hektar och dess största längd är 190 meter i sydöst-nordvästlig riktning.